# Заброды (Харьковская область)
Заброды́ (укр. Заброди́) — село, Забродовский сельский совет, Богодуховский район, Харьковская область, Украина.
Код КОАТУУ — 6320882501. Население по переписи 2001 г. составляет 673 (294/379 м/ж) человека.
Является административным центром Забродовского сельского совета, в который, кроме того, входят сёла Воскобойники, Лозовая, Новоселовка и Филатово.

## Географическое положение
Село Заброды находится на левом берегу реки Мерла в 4-х км от города Богодухов. Ниже по течению примыкает село Воскобойники, выше — Филатово. На противоположном берегу расположены сёла Песочин и Шийчино.

## История
- 1794 — дата основания (по некоторым данным 1864 г.).

## Достопримечательности
- Братская могила советских воинов и партизан. Похоронено 182 воина и партизана.
- Памятник воинам-односельчанам. 1941—1945 гг.

## Известные люди
- Тронько Петр Тимофеевич, родился в 1915 г. в с. Заброды, с 1943 первый секретарь Киевского областного и городского комитетов комсомола, в 1961 заместитель Председателя Совета Министров УССР, с 1978 академик Академии наук УССР и её вице-президент, историк-краевед, Герой Украины.
- Пилипенко Юрий Владимирович, родился 1954 в с. Заброды, в 1984—1989 референт секретаря ВЛКСМ, заведующий сектором печати и заместитель заведующего отделом пропаганды и агитации ЦК ВЛКСМ, затем главный редактор еженедельника «Собеседник».